# Girondelle
Girondelle ist eine französische Gemeinde mit 157 Einwohnern (Stand 1. Januar 2022) im Département Ardennes in der Region Grand Est (vor 2016: Champagne-Ardenne). Sie gehört zum Arrondissement Charleville-Mézières, zum Kanton Signy-l’Abbaye und zum Gemeindeverband Ardennes Thiérache.

## Geographie
Die Gemeinde liegt im 2011 gegründeten Regionalen Naturpark Ardennen an der oberen Sormonne. Umgeben wird Girondelle von den Nachbargemeinden Flaignes-Havys im Osten und Südosten, Estrebay im Süden, Champlin im Südwesten, Auvillers-les-Forges im Westen, Éteignières im Norden und Maubert-Fontaine im Nordosten.

## Geschichte
Die Gemeinde Foulzy schloss sich am 1. September 1973 der Gemeinde Girondelle an.

## Bevölkerungsentwicklung
| Jahr                       | 1962 | 1968 | 1975 | 1982 | 1990 | 1999 | 2007 | 2018 |
| Einwohner                  | 106  | 90   | 153  | 151  | 127  | 139  | 146  | 159  |
| Quellen: Cassini und INSEE |      |      |      |      |      |      |      |      |

## Sehenswürdigkeiten
- Kirche Saint-Nicaise in Girondelle
- Kirche Saint-Rémi in Foulzy, mit denkmalgeschütztem Taufbecken[1]

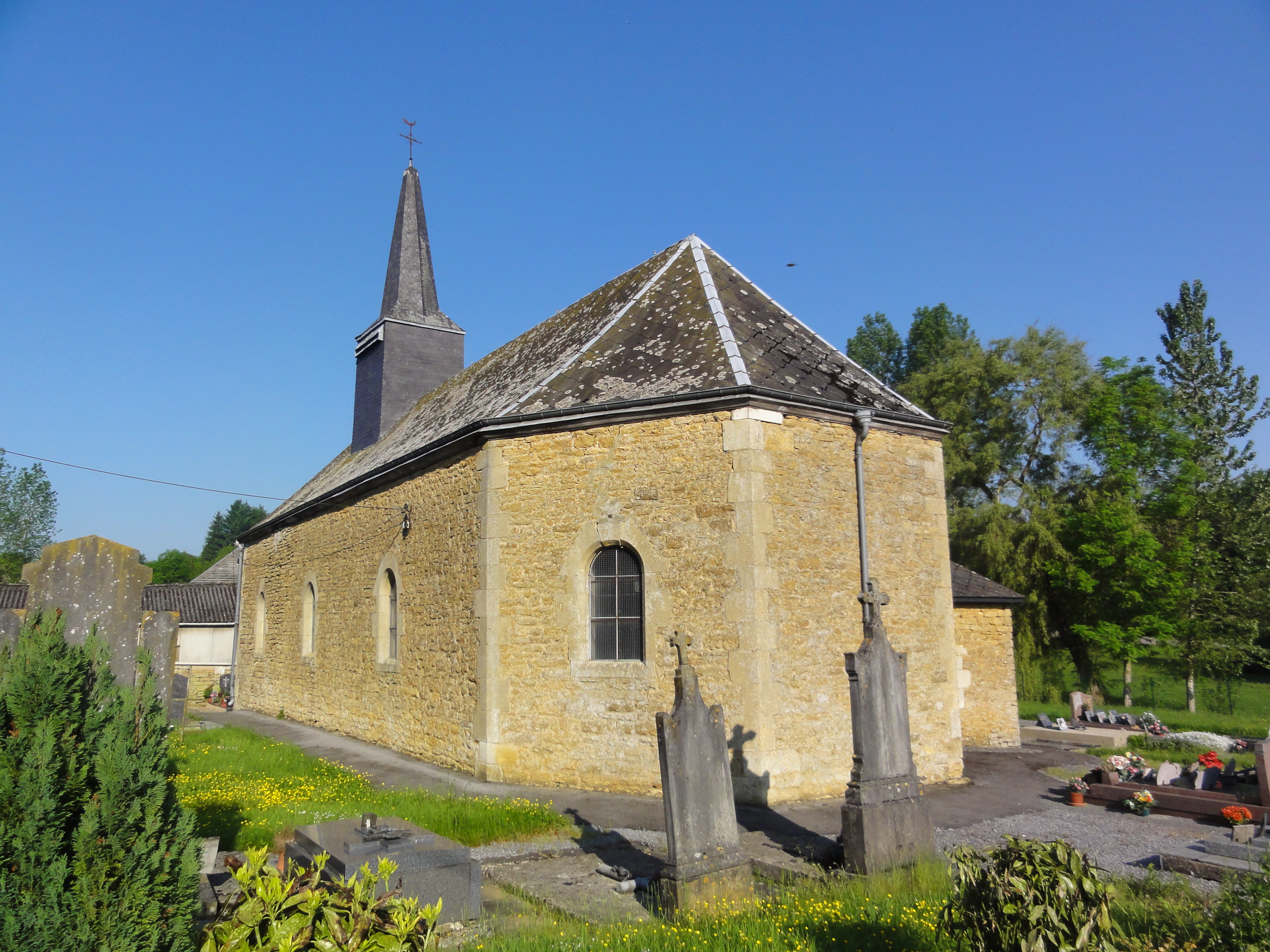
Kirche Saint-Nicaise in Girondelle
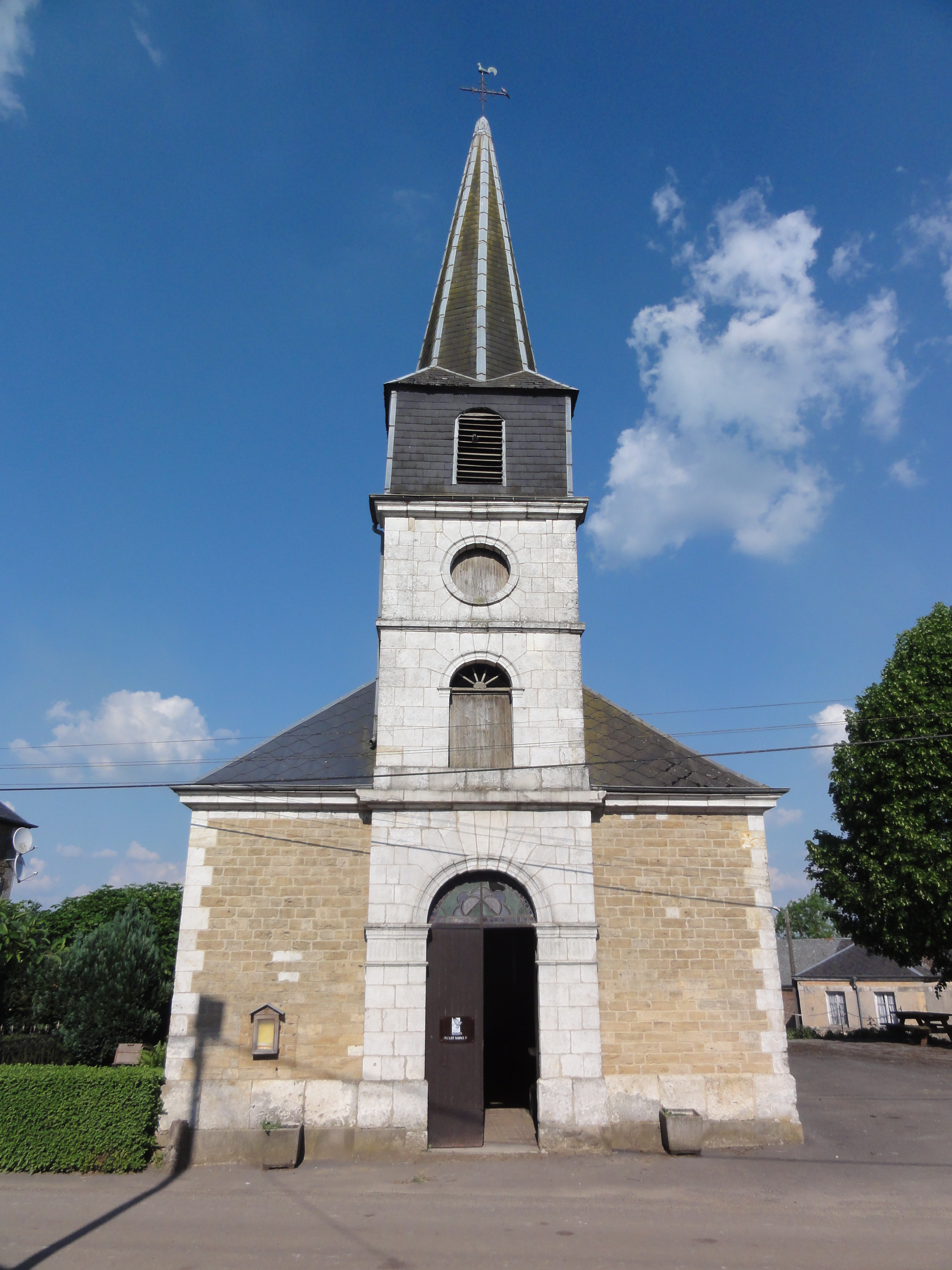
Kirche Saint-Rémi in Foulzy
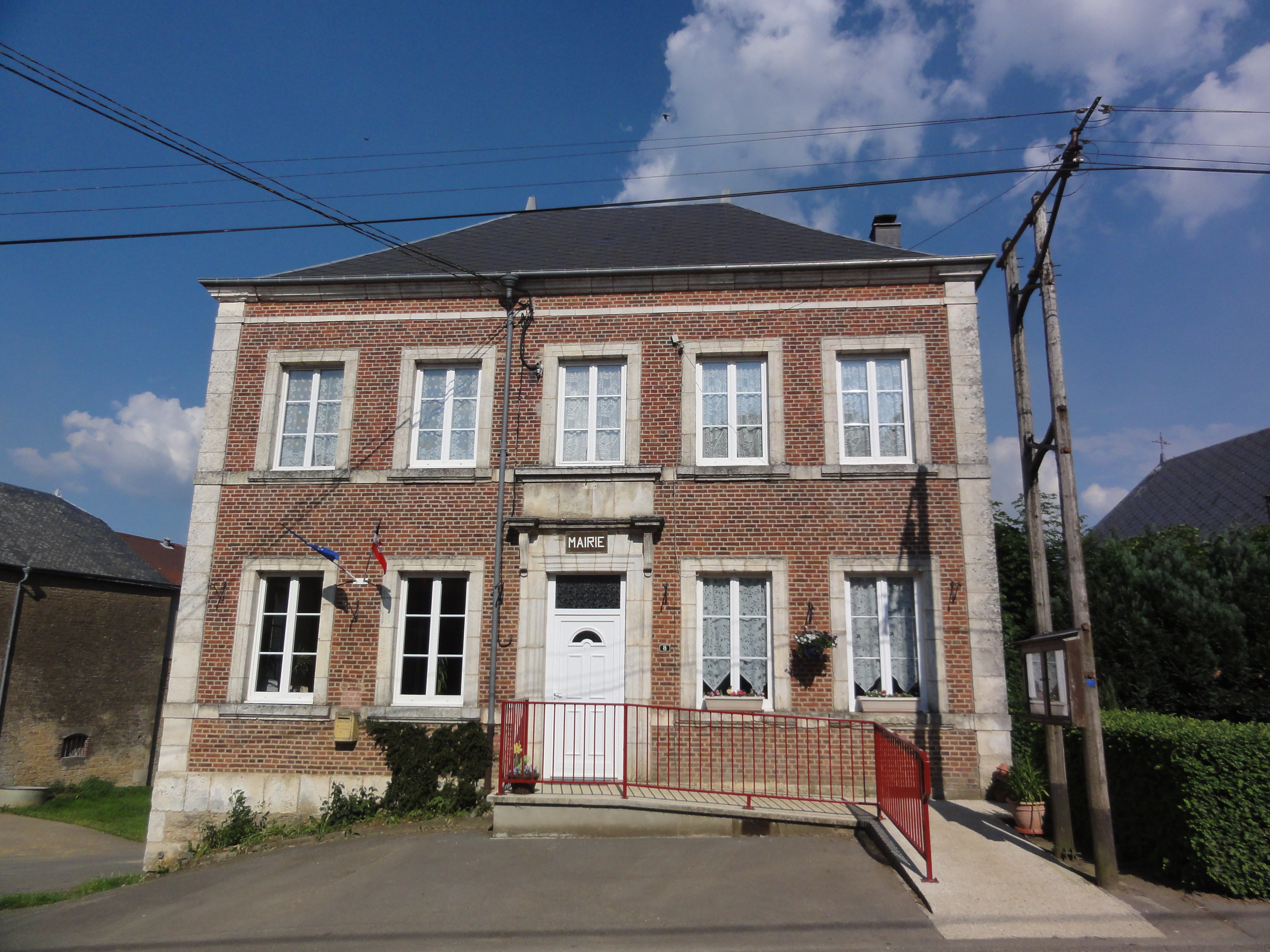
Altes Rathaus von Foulzy